# Thoracodelphys chelipus
Thoracodelphys chelipus is een eenoogkreeftjessoort uit de familie van de Notodelphyidae. De wetenschappelijke naam van de soort is voor het eerst geldig gepubliceerd in 1967 door Stock.